# شولاميت ألوني
شولاميت ألوني (بالعبرية: שולמית אלוני‏) ولدت في 27 ديسمبر 1928 وتوفيت في 24 يناير 2014) كانت أحد السياسيين الإسرائيليين أسست حزب راتس وكانت زعيمة حزب ميرتس وشغلت منصب وزيرة التربية والتعليم من عام 1992 إلى عام 1993 وفي عام 2000 حصلت على جائزة إسرائيل.

## سيرة ذاتية

### بداية طريقها
وُلدت ألوني في بولندا باسم شولاميت أدلِر، ليهوديت ودافيد (الكاهن) أدلر. هاجرت في طفولتها إلى فلسطين مع والديها (ضمن العليا الخامسة) وترعرعت في حي نافيه شأنان في جنوب تل أبيب. كان والدها يعمل نجّارًا وأمها خياطة.

## معرض صور

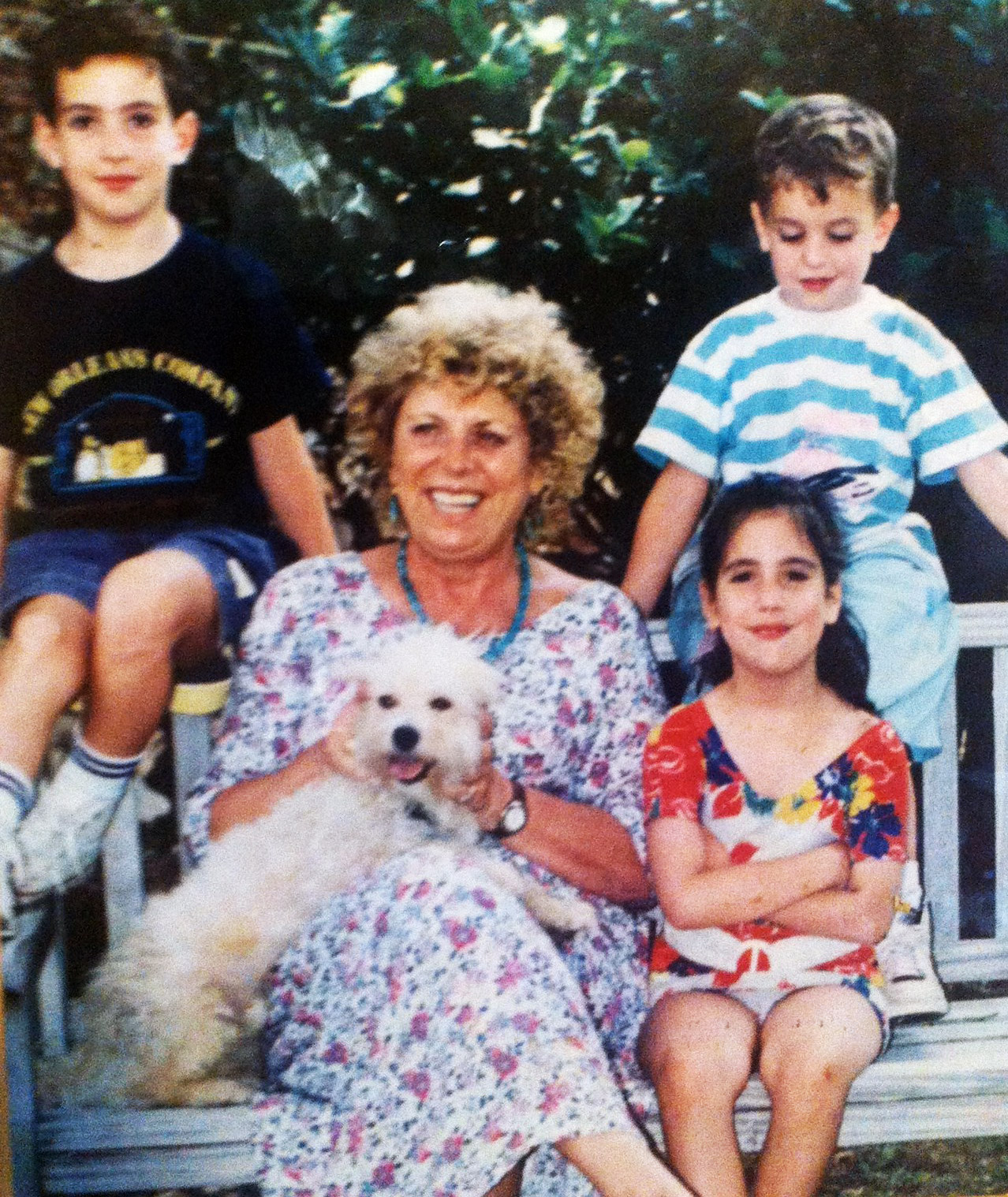
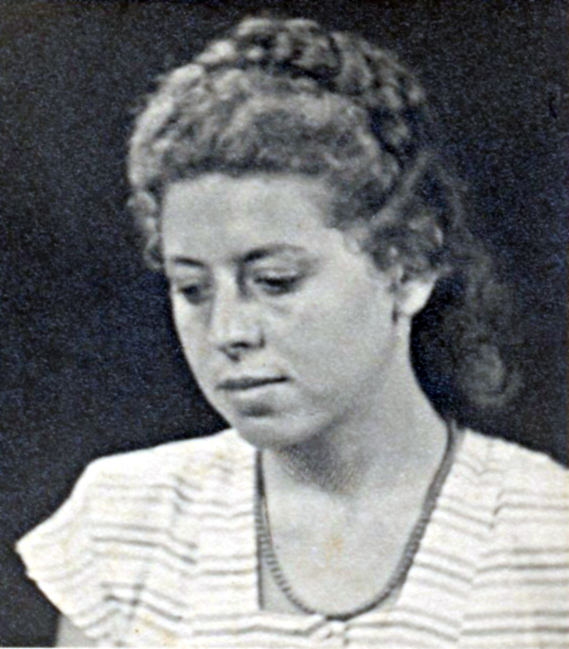
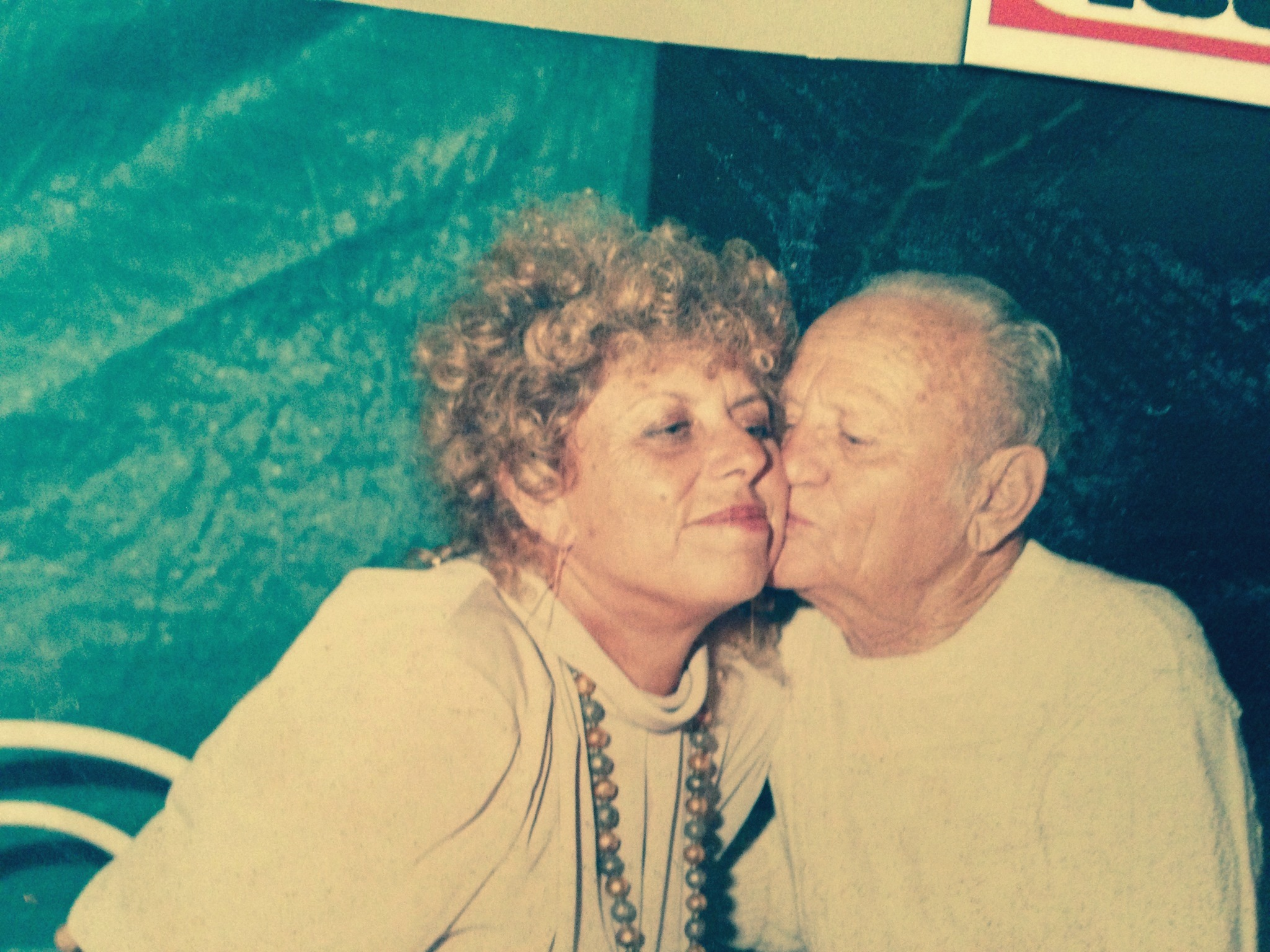
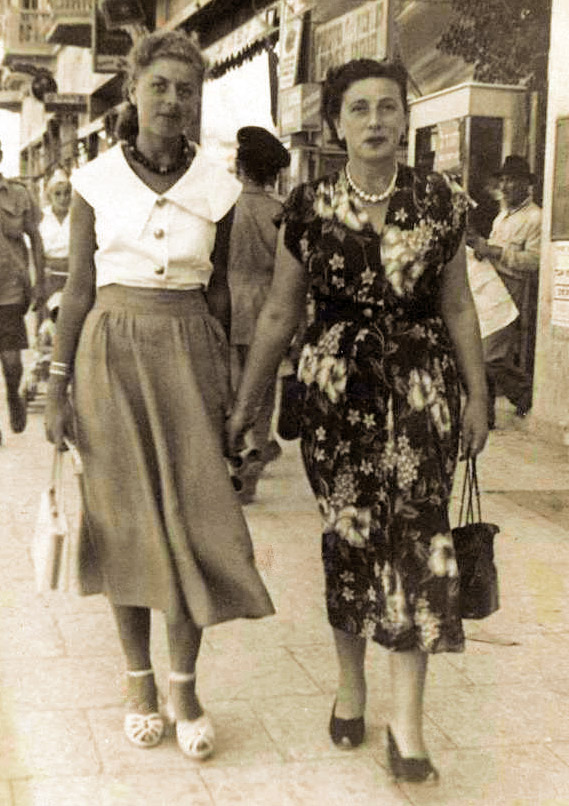
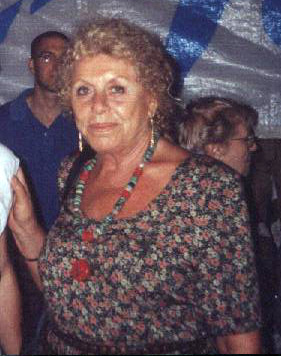

## روابط خارجية
- شولاميت ألوني على موقع مونزينجر (الألمانية)

- شولاميت ألوني على الموقع الإلكتروني للكنيست